# Ribeirão Água Quente
Ribeirão Água Quente är ett vattendrag i Brasilien. Det ligger i den östra delen av landet, 700 km norr om huvudstaden Brasília.
Omgivningarna runt Ribeirão Água Quente är huvudsakligen savann. Trakten runt Ribeirão Água Quente är nära nog obefolkad, med mindre än två invånare per kvadratkilometer.